# Oleszyce (przystanek kolejowy)
Oleszyce – przystanek osobowy w Oleszycach, w województwie podkarpackim, w Polsce.

## Ruch pasażerski
| Rok  | Wymiana pasażerska na dobę |
| ---- | -------------------------- |
| 2017 | 0-9                        |
| 2022 | 0-9                        |